# Synchaeta pectinata
Synchaeta pectinata is een soort in de taxonomische indeling van de raderdieren (Rotifera). 
Het dier behoort tot het geslacht Synchaeta en behoort tot de familie Synchaetidae. De wetenschappelijke naam van de soort werd voor het eerst geldig gepubliceerd in 1832 door Ehrenberg.